# Philology Records
Philology Records ist ein unabhängiges italienisches Tonträgerunternehmen, das auf Modern Jazz spezialisiert ist.

## Geschichte
Das Label wurde 1987 von Paolo Piangiarelli  in Macerata gegründet. Zunächst produzierte Piangiarelli Aufnahmen von amerikanischen Veteranen wie Phil Woods (nach dem das Label benannt wurde), mit damals noch jungen italienischen Jazztalenten. „Da der italienische Jazz, den ich gut kannte, in den 1970er und 1980er Jahren ein hohes kreatives Niveau erreicht hatte, beschloss ich, einige der Spitzenspieler meines Landes, darunter Franco D’Andrea, Enrico Pieranunzi, Enrico Rava, Stefano Bollani, Massimo Urbani und Renato Sellani, mit meinen amerikanischen Lieblingsmusikern, darunter Phil Woods, Lee Konitz, Chet Baker und Tony Scott, zusammenzubringen.“ Nachdem die Teilnehmer der Sessions „enthusiastische“ Reaktionen gezeigt hatten, kam es zu weiteren Aufnahmen mit Woods und Konitz und italienischen Musikern. Weitere Amerikaner, die für Philology aufgenommen haben, waren Mal Waldron, Mike Melillo, Hal Galper, Peggy Stern, Bob Dorough, Nancy King, Royce Campbell, Virginia Mayhew und Rebecca Coupe Franks. Weiterhin unter Vertrag waren Musiker wie Gianni Basso, Walter Beltrami, Emmanuel Bex, Fabrizio Bosso, Barbara Casini, Emanuele Cisi, Roberto Gatto, Javier Girotto, Tiziana Ghiglioni, Rosario Giuliani, Riccardo Mei, Ada Montellanico, Michela Lombardi, Irio De Paula, Ares Tavolazzi, Gianluigi Trovesi, Antonio Zambrini oder Fabio Zeppetella.
Daneben veröffentlichte das Label historische Aufnahmen von Charlie Parker (auf dem Sublabel Bird’s Eyes), von Lester Young (auf Prez’ Hat), von Clifford Brown (auf Brownie’s Eyes) und von Albert Ayler. Andere  Sublabel des Labels sind Phil Woods In Italy 2000 und die Revelation Series. Labelgründer Piangiarelli starb zur Jahreswende 2021/22 im Alter von 81 Jahren.